# تششمة علي (فريمان)
تششمة علي (بالفارسية: چشمه علی) هي قرية تقع في قسم سفيدسنغ الريفي في إيران. يقدر عدد سكانها بـ 23 نسمة .